# Liparis celebica
Liparis celebica är en orkidéart som beskrevs av Rudolf Schlechter. Liparis celebica ingår i släktet gulyxnen, och familjen orkidéer.
Artens utbredningsområde är Sulawesi. Inga underarter finns listade i Catalogue of Life.